# Colpomyida
Ordre
Les Colpomyida sont un ordre fossile de mollusques bivalves marins et d'eau douce dans l'infra-classe des Pteriomorphia.

## Historique
L'ordre des Colpomyida est décrit en 2011 par le paléontologue américain Joseph Gaylord Carter (d) (1947-),,.

### Fossiles
Cet ordre fossile des Colpomyida a 27 collections référencées de fossiles. Ces collections de fossiles sont du Warendien de l'Ordovicien inférieur au Richmondien de l'Ordovicien supérieur, c'est-à-dire datent de 486,85 à 445,5 Ma avant notre ère.

### Répartition
Ces collections de fossiles proviennent de trois pays, Australie avec treize collections, Royaume-Uni avec une collection, États-Unis avec treize collections.

## Liste des super-familles et familles
Selon World Register of Marine Species (20 mai 2025) :
- † Super-famille des Colpomyoidea Pojeta & Gilbert-Tomlinson, 1977
  - † Famille des Colpomyidae Pojeta & Gilbert-Tomlinson, 1977
  - † Famille des Evyanidae Carter et al., 2000

## Publication originale
- [2011] (en) Joseph Gaylord Carter et al., « A Synoptical Classification of the Bivalvia (Mollusca) », Paleontological Contributions, Université du Kansas, vol. 4,‎ 27 octobre 2011, p. 1-47 (DOI 10.5167/uzh-57704, lire en ligne).